# Heroes Chronicles
Heroes Chronicles is een serie computerspellen, die allemaal een spin-off zijn van het spel Heroes of Might and Magic III: The Restoration of Erathia. De Heroes Chronicles serie bestaat uit acht spellen, die zich chronologisch afspelen tussen Heroes of Might and Magic III: Armageddon’s Blade en Heroes of Might and Magic IV. De spellen zijn gericht op een nieuw publiek.

## Verhaal en spellen
De plot van veel van de Chronicles spellen draaide vaak om het karakter Tarnum, die verschillende legers leidt. De uitgebrachte spellen zijn:
- Warlords of the Wasteland (2000). Tarnums originele verhaal, waarin hij als leider van een barbarenvestiging tegen tovenaars vecht.
- Conquest of the Underworld (2000). Een riddercampaign tegen Inferno en Necropolis steden.
- Masters of the Elements (2000). Tarnum is nu een tovenaar in een campaign tegen Conflux kastelen.
- Clash of the Dragons (2000). Een Rampart campaign door Tarnum tegen Dungeons. Bevat ook de terugkeer van Mutare uit Armageddon's Blade.
- The World Tree (2000). Tarnum verdedigt World Tree tegen kwaadaardige barbaren en necromancers. Dit spel was een gratis download voor hen die al twee Heroes Chronicles spellen bezaten.
- The Fiery Moon (2000). Een campaign door Tarnum op een maan bewoond door Inferno kastelen. Ook dit was een gratis download, maar dan voor hen die drie Heroes Chronicles spellen bezaten.
- Revolt of the Beastmasters (2001).
- The Sword of Frost (2001).

De laatste twee werden in de Verenigde Staten gezamenlijk uitgebracht onder de naam The Final Chapters

## Campaigns per spel

### Warlords of the Wasteland
- A Barbarian King
- The Criminal King
- Ultimatum
- The War for the Mudlands
- Siege of the Wallpeaks
- Trapped
- Slash and Burn
- Steelhorn

### Conquest of the Underworld
- Cerberus Gate
- The Boatman
- Truth Within Nightmares
- Twisted Tunnels
- Jorm's Ambush
- Old Wounds
- The Queen's Command
- Never Deal With a Demon

### Masters of the Elements
- The Trouble With Magic
- Walking on Clouds
- Don't Drink the Water
- Hard Place
- The Secret in the Flames
- The Magic that Binds
- Birds of Fire
- Masters of the Elements

### Clash of the Dragons
- The Dragontalker
- Dragon's Blood
- The Dragon Mothers
- Dragons of Rust
- Distrust
- Dragons of Gossamer Wings
- Dragons of Deepest Blue
- Clash of the Dragons

### The World Tree
- A Distant Cry
- Senseless Distruction
- The World Within
- The Roots of Life
- Rebirth

### The Fiery Moon
- The Endless Sands
- The Nameless Land
- The Sparkling Bridge
- The Fiery Moon
- Vorr, the Insane

### Revolt of the Beastmasters
- Hopewielder
- The First Law
- By Royal Decree
- The King's Son
- The Ransom
- Beyond the Borders
- Naming A Nation
- The First Tatalian War

### The Sword of Frost
- Tarnum the Overlord
- The Land of the Vori
- A New Enemy
- A New Ally
- The Capture
- Tunnels of Ice
- The Barbarian's Wife
- The Protectors of the Sword